# トライゼン - カーンホフ線
トライゼン - カーンホフ線（ドイツ語: Bahnstrecke Traisen–Kernhof）は、オーストリア国鉄の鉄道線の名称である。路線番号は113。本線にあたるレオバースドルフ線と合わせて、「トライゼン谷線」の別名がつけられている。
旅客列車が運行されているのはシュランバッハ以北に限られ、シュランバッハ - ザンクト・エギド・アム・ノイヴァルデ市場間は貨物列車のみの運行、その先カーンホフまでは廃止されている。

## 運行形態[1]
- R55系統：　ザンクトペルテン - トライゼン - シュランバッハ
2時間に1本の運行。レオバースドルフ線のザンクト・ペルテンまで直通する。

- R55系統：　トライゼン - シュランバッハ
2時間に1本の運行。トライゼンでレオバースドルフ線のザンクト・ペルテン方面およびハインフェルト方面と接続する。
2018年以前は、平日のみの運行であった。2023年度以前は、トライゼン以東でR54系統として、レオバースドルフ線のハインフェルトまで直通していた。

## 駅一覧
以下では、トライゼン - カーンホフ線の駅と営業キロ、停車列車、接続路線などを一覧表で示す。なお、全て各駅停車である。
| 路線名 | 駅名                                       | 駅間営業キロ | 累計営業キロ | 接続路線           | 所在地                   | 所在地             |
| ------ | ------------------------------------------ | ------------ | ------------ | ------------------ | ------------------------ | ------------------ |
| 113    | トライゼン駅                               | -            | 0.0          | レオバースドルフ線 | ニーダーエスターライヒ州 | リリエンフェルト郡 |
| 113    | トライゼン市場駅                           | 2.2          | 2.2          |                    | ニーダーエスターライヒ州 | リリエンフェルト郡 |
| 113    | マルクトル駅                               | 2.8          | 5.0          |                    | ニーダーエスターライヒ州 | リリエンフェルト郡 |
| 113    | リリエンフェルト駅                         | 1.5          | 6.5          |                    | ニーダーエスターライヒ州 | リリエンフェルト郡 |
| 113    | リリエンフェルト病院駅                     | 1.3          | 7.8          |                    | ニーダーエスターライヒ州 | リリエンフェルト郡 |
| 113    | シュランバッハ駅                           | 0.8          | 8.6          |                    | ニーダーエスターライヒ州 | リリエンフェルト郡 |
| 113    | フライラント駅                             | 3.6          | 12.2         |                    | ニーダーエスターライヒ州 | リリエンフェルト郡 |
| 113    | インナーファーラフェルト駅                 | 5.0          | 17.2         |                    | ニーダーエスターライヒ州 | リリエンフェルト郡 |
| 113    | フルトホフ駅                               | 1.1          | 18.3         |                    | ニーダーエスターライヒ州 | リリエンフェルト郡 |
| 113    | ホーエンベルク駅                           | 1.7          | 20.0         |                    | ニーダーエスターライヒ州 | リリエンフェルト郡 |
| 113    | イン・デア・ブルック駅                     | 2.3          | 22.3         |                    | ニーダーエスターライヒ州 | リリエンフェルト郡 |
| 113    | アムト・ミッターバッハ駅                   | 3.5          | 25.8         |                    | ニーダーエスターライヒ州 | リリエンフェルト郡 |
| 113    | ザンクト・エギド・アイゼンヴァーク駅       | 1.7          | 27.5         |                    | ニーダーエスターライヒ州 | リリエンフェルト郡 |
| 113    | ザンクト・エギド・アム・ノイヴァルデ駅     | 1.0          | 28.5         |                    | ニーダーエスターライヒ州 | リリエンフェルト郡 |
| 113    | ザンクト・エギド・アム・ノイヴァルデ市場駅 | 1.0          | 29.5         |                    | ニーダーエスターライヒ州 | リリエンフェルト郡 |
| 113    | カーンホフ駅                               | 4.8          | 34.3         |                    | ニーダーエスターライヒ州 | リリエンフェルト郡 |